# 笑傲江湖 (漫畫)
《笑傲江湖》為李志清所繪畫的香港漫畫作品，單行本共26冊，內容忠於原著。本作改編自金庸的武俠小說《笑傲江湖》。

## 各卷標題
| 卷 數  | 標 題 |
| ------ | ----- |
| 第1卷  | 救 難 |
| 第2卷  | 滅 門 |
| 第3卷  | 坐 鬥 |
| 第4卷  | 治 傷 |
| 第5卷  | 洗 手 |
| 第6卷  | 授 譜 |
| 第7卷  | 面 壁 |
| 第8卷  | 洞 秘 |
| 第9卷  | 傳 劍 |
| 第10卷 | 聚 氣 |
| 第11卷 | 圍 攻 |
| 第12卷 | 琴 緣 |
| 第13卷 | 聖 姑 |
| 第14卷 | 結 義 |
| 第15卷 | 脫 囚 |
| 第16卷 | 蒙 冤 |
| 第17卷 | 營 救 |
| 第18卷 | 三 戰 |
| 第19卷 | 決 裂 |
| 第20卷 | 掌 門 |
| 第21卷 | 繡 花 |
| 第22卷 | 併 派 |
| 第23卷 | 奪 帥 |
| 第24卷 | 復 仇 |
| 第25卷 | 傷 逝 |
| 第26卷 | 結 局 |

## 外部連結
- 笑傲江湖- 漫畫金庸 - 金庸茶館 （页面存档备份，存于）
- 【漫畫版笑傲江湖】 （页面存档备份，存于）
- （日語）笑傲江湖 （页面存档备份，存于）